# Cormega

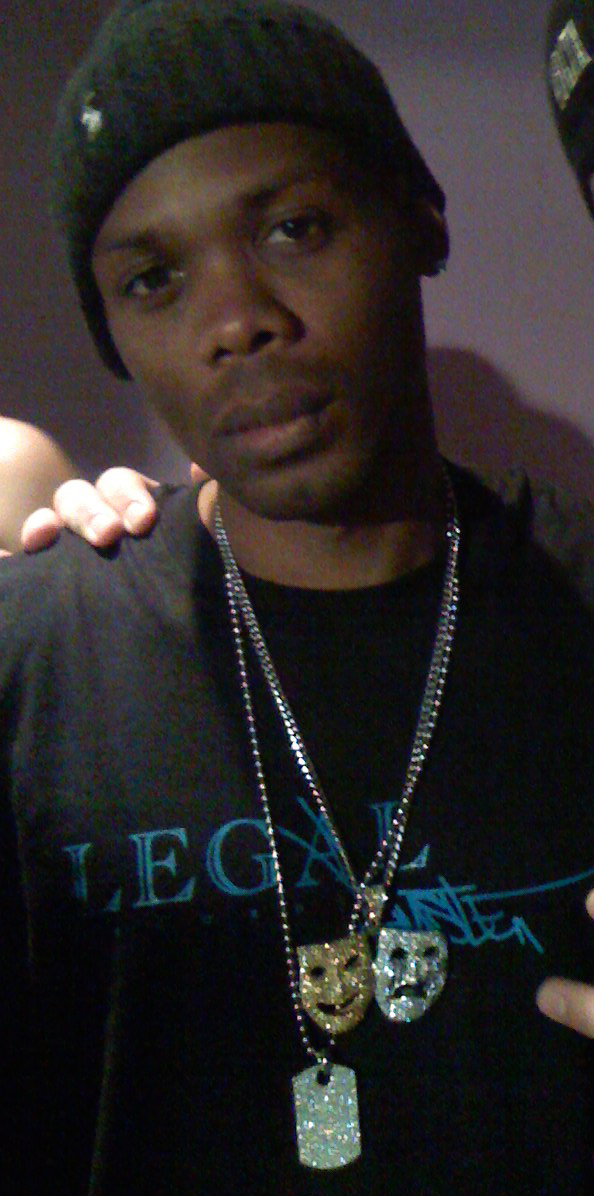
Cormega (2008)

Cormega (* in Brooklyn, New York; bürgerlich Cory McKay) ist ein US-amerikanischer Rapper. Cormega wurde zunächst durch seine frühere Freundschaft und den späteren Streit mit Nas ebenso wie durch seine Differenzen mit Def Jam Records bekannt.

## Biografie
McKay wuchs in den Queensbridge Projects, aus denen auch Nas, Mobb Deep, Tragedy Khadafi oder Capone von Capone-N-Noreaga stammen, auf. Seinen Lebensunterhalt bestritt er, wie in der Gegend nicht unüblich, mit Drogenhandel. Noch bevor er 1991 eine fünfjährige Haftstrafe zu verbüßen hatte, nahm er zwei Lieder mit dem Duo PHD (Poet & Hot Day) auf: „Straight Up & Set it Off“.

### 1990er
Nas, der zu dieser Zeit sein bester Freund war, widmete ihm eine Zeile in dem, als Brief verfassten, Lied „One Love“: „What's up with Cormega, did you see 'em, are y'all together?“, auf seiner ersten LP Illmatic, die 1994 erschien.
1996 erschien Nas' zweites Album „It Was Written“. Auf dem achten Lied des Albums „Affirmative Action“ erscheinen Cormega, Nas, AZ & Foxy Brown, die beide aus Brooklyn stammen, erstmals als „The Firm“, die unter anderem von Dr. Dre und den Trackmasters produziert werden sollte. Nas' Manager Steve Stoute unterbreitete Cormega einen Vertrag, das „The Firm“-Projekt betreffend, den er ablehnte.
Daher wurde Cormega durch den ebenfalls aus Queensbridge stammenden Rapper Nature ersetzt. Seine bereits aufgenommenen Beiträge für das The Firm-Album wurden gelöscht. Vom Lied „La Familia“ bestehen zwei Versionen. Eine mit Cormega, die offiziell nie veröffentlicht wurde, und eine mit Nature, die auf der Single des Foxy Brown Liedes „I'll be“ veröffentlicht wurde. Auch existiert ein Remix des Liedes „Affirmative Action“, welcher auf der B-Seite von Nas' Single „Street Dreams“ veröffentlicht wurde.
Seitdem war Cormega sowohl mit Nas als auch mit Nature im Streit. Er veröffentlichte mehrere Disstracks gegen die beiden, so unter anderem: „Fuck Nas & Nature, A Slick Response & Realmatic“.
Nas nahm auf Cormega unter anderem in den Liedern „Stillmatic Freestyle“ und „Destroy and Rebuilt“ Bezug.
Durch den Erfolg von „Affirmative Action“ wurde Def Jam auf Cormega aufmerksam und nahm ihn unter Vertrag. Das Debüt-Solo-Album The Testament sollte 1998 erscheinen, wurde aber von Def Jam immer wieder verschoben. Unzufrieden mit der Situation entließ das Label ihn 2000 aus seinem Vertrag; The Testament, von manchen als The Greatest LP Never Heard bezeichnet, war für lange Zeit nur als Bootleg erhältlich, einige Songs kursierten im Internet. Auf dem Album findet sich auch das Lied „One Love“, welches eine Antwort auf Nas' „One Love“ ist und ebenfalls als Brief verfasst ist. Dort schildert Cormega die in Nas „One Love“ dargestellten Ereignisse aus seiner Sicht.

### 2000er
2001 erschien, über das von ihm gegründete Label Legal Hustle Records, das Album „The Realness“. 2002 veröffentlichte er seine zweite LP The True Meaning, welche die Auszeichnung „Underground Album of the Year“ des Magazins The Source gewann. Im Song „Love in Love out“ erzählt er seine Version des Streits mit Nas. Beide Alben verkauften sich jeweils geschätzte 100.000 Mal. 2004 schließlich erscheint eine Labelcompilation von Legal Hustle, auf der neben der neuen Label-MC Kira auch etablierte Hip-Hop-Größen wie Ghostface, M.O.P., Kurupt oder AZ zu hören sind. 2007 und 2008 half Cormega bei Produktionen für The Jacka und Mob Figaz. Zudem wurde die DVD inkl. Soundtrack Who Am I? veröffentlicht, welche Cormega biographisch darstellt.
Auf der DVD wird ein neues Album unter dem Titel Urban Legends angekündigt, dieses wird jedoch in Born And Raised und erscheint 2009.

### 2010er
Im Juli 2014 erschien das gänzlich von Large-Professor-produzierte Album Mega Philosophy mit der Single „Industry“. Auf dem Track „Mars“ wirkten AZ, Redman und Styles P, auf dem Track „Honorable“ Raekwon mit.

## Diskografie

### Alben
- 2001: The Realness
- 2002: The True Meaning
- 2005: The Testament
- 2009: Born and Raised
- 2014: Mega Philosophy
- 2020: Mega
- 2022: The Realness II

### Gastbeiträge (Auswahl)
- 1999: „What's Ya Poison“ – Mobb Deep „Murda Muzik“
- 2000: „Three“ – Prodigy „HNIC“
- 2000: „Cormega [skit]“ – Tony Touch „The Piece Maker“
- 2000: „Da Bridge 2001“ – Nas & Ill Will Records Presents QB's Finest
- 2000: „Straight outta QB“ – Nas & Ill Will Records Presents QB's Finest
- 2001: „Loyalty“ – Screwball „Loyalty“
- 2001: „We Gon Buck“ – Lake Entertainment Presents: The 41st Side
- 2002: „U Crazy“ – The Beatnuts „The Originators“
- 2005: „Reckless“ – Dayton Family „Family Feud“
- 2010: „Born Survivor“ – Inspectah Deck „Manifesto“
- 2014: „The Tunnel“ – Onyx „Wakedafucup“

## Filmografie
- 2007: Who am I? (Dokumentation)